# Malva thuringiaca
Malva thuringiaca (L.) Vis., 1851 è una pianta della famiglia delle Malvaceae.

## Descrizione
È una pianta erbacea, talvolta arbustiva, biennale di altezza compresa tra 1,25 m a 2,75 m. Le foglie sono cordate-orbicolate, a margine dentato e presentano da tre a cinque lobi. I fiori sono ermafroditi di colore dal rosa al violaceo.

## Distribuzione e habitat
Originaria dell'Eurasia centrale, è stata introdotta anche in Francia, Svezia, Finlandia, Canada e Stati Uniti. Cresce in pieno sole, in terreni ben drenati.